# 伦敦爱乐乐团
伦敦爱乐乐团（英語：London Philharmonic Orchestra）是英国最大的管弦乐团，设在伦敦皇家节日大厅。它也是戈林德伯恩歌剧节的常驻乐团。它也常在布莱顿圆顶和伊斯特本的国会剧院演出。

## 历史

### 早期
伦敦爱乐于1932年由汤玛斯·比彻姆创立，同年10月7日在女王音樂厅举办首场音乐会。那时的副指挥是马尔科姆·萨金特。该乐团早期由保罗·比尔德和戴维·麦卡勒姆领导，主要的演奏者包括安东尼·皮尼、雷金纳德·凯尔、莱昂·古森斯、格威迪恩·布鲁克、杰弗里·吉尔伯特、伯纳德·沃尔顿和詹姆斯·布拉德肖（James Bradshaw）等。
1932年11月的演奏会上，16岁的耶胡迪·梅纽因演出了一首小提琴协奏曲，巴赫和莫扎特的协奏曲则由比彻姆指挥，爱德华·埃尔加则指挥了他自己创作的《小提琴协奏曲》。1930年代伦敦爱乐担任皇家歌剧院的国际音乐季演出工作，比彻姆任艺术总监。
比彻姆为哥伦比亚唱片提供了一系列78转黑胶录音。其中1939年演出的勃拉姆斯第二交响曲广受评论界好评。

### 二战及战后岁月
1939年乐团赞助者撤掉资金支持，乐团开始自理。二战期间它旅行全国，将管弦乐带到它之前不曾达到过的地方。1941年5月女王大厅遭到空袭，许多演奏者的乐器都遗失了，公众捐献了乐器使得乐团得以继续维持。比彻姆缺席期间，指挥一职一般由理查德·陶伯担任。
二战之后比彻姆回到乐团8个月，后来另创了一个新乐团皇家爱乐乐团。这时期的客座指挥有维克多·德·萨巴塔、布鲁诺·瓦尔特、谢尔盖·切利比达奇、威廉·富特文格勒等。1949年到1950年，伦敦爱乐共举办248场音乐会。
在经历了一段没有首席指挥的日子后，该乐团雇佣了荷兰指挥家爱德华·凡·贝纳姆。那时外国人只允许在英国工作六个月。贝纳姆不在时，一众客座指挥指导伦敦爱乐，其中包括让·马蒂农。贝纳姆因健康原因被迫于1950年退休。之后，乐团经理托马斯·罗素邀请阿德里安·博尔特任首席指挥。
1949年至52年，乐团经历了一次危机，罗素因其共产主义信仰而遭受打压。伦敦郡议会撕毁了伦敦爱乐作为皇家节日音乐厅常驻乐团的协议。最后乐团投票解雇了罗素。博尔特1956年带团访问苏联。随后他不再担任首席指挥，但依然与团里合作，1965年还成为主席。

### 1960年代、1970年代
1962年乐团访问印度、澳大利亚。1967年伯纳德·海廷克担任首席指挥，他连续12年任职于该乐团。这时期，丹尼·凯、艾靈頓公爵、约翰·丹克沃思、杰克·本尼、维克托·伯厄、托尼·本内特都曾做客该乐团。
70年代伦敦爱乐曾到美国、中国、西欧、俄国演出。埃里希·莱因斯多夫、欧根·约胡姆、卡尔罗·马里亚·朱里尼、乔治·索尔蒂都曾任客座指挥，索尔蒂1979年成为乐团首席指挥。

### 1980年代之后
1983至1987年克劳斯·滕施泰特任首席指挥。滕施泰特因病离职后乐团有3年没有首席指挥，直到1990年弗朗兹·威尔瑟-莫斯特上任。莫斯特上任后遭到许多严厉的批评。莫斯特1996年离职，其后首席指挥位置空缺4年。2000至2007年，库尔特·马苏尔担任首席指挥，他的後手是弗拉基米尔·尤洛夫斯基。2019年7月，樂團宣布與本地指揮爱德华·加德纳簽約，他將在2021年新季度上任，合約期為五年。

## 人物

### 历任首席指挥
- 汤玛斯·比彻姆（1932－1939）
- 爱德华·范·贝纳姆（1947－1950）
- 阿德里安·博尔特（1950－1957）
- 威廉·斯坦伯格（1958－1960）
- 约翰·普里查德（1962－1966）
- 伯纳德·海廷克（1966－1979）
- 乔治·索尔蒂（1979－1983）
- 克劳斯·滕施泰特（1983－1990）
- 弗朗兹·威尔瑟-莫斯特（1990－1996）
- 库尔特·马苏尔（2000－2007）
- 弗拉基米尔·尤洛夫斯基（2007－2021）
- 爱德华·加德纳（英语：Edward Gardner (conductor)）（2021－）